# Station Labuissière
Station Labuissière is een spoorwegstation langs spoorlijn 130A (Charleroi - Erquelinnes) in Labuissière, een deelgemeente van Merbes-le-Château. Het is nu een stopplaats.

## Treindienst
| Serie       | Treinsoort               | Route                                                                | Bijzonderheden                                                                            |
| ----------- | ------------------------ | -------------------------------------------------------------------- | ----------------------------------------------------------------------------------------- |
| S 63        | S-trein Charleroi (NMBS) | Charleroi-Centraal – Labuissière – Erquelinnes – Maubeuge            | Tijdens de spits extra ritten Charleroi-Centraal-Erquelinnes. Rijdt in het weekend 1×/2u. |
| P 7750/8750 | Piekuurtrein (NMBS)      | [ Erquelinnes – Labuissière – ] / [ Ottignies – ] Charleroi-Centraal | Rijdt alleen op werkdagen.                                                                |

## Reizigerstellingen
De grafiek en tabel geven het gemiddeld aantal instappende reizigers weer op een week-, zater- en zondag.
| Tabel: aantal instappende reizigers station Labuissière | Tabel: aantal instappende reizigers station Labuissière | Tabel: aantal instappende reizigers station Labuissière | Tabel: aantal instappende reizigers station Labuissière |
|                                                         | Weekdag                                                 | Zaterdag                                                | Zondag                                                  |
| ------------------------------------------------------- | ------------------------------------------------------- | ------------------------------------------------------- | ------------------------------------------------------- |
| 1977                                                    | 209                                                     | 81                                                      | 42                                                      |
| 1978                                                    | 243                                                     | 76                                                      | 39                                                      |
| 1979                                                    | 262                                                     | 87                                                      | 40                                                      |
| 1980                                                    | 233                                                     | 67                                                      | 51                                                      |
| 1981                                                    | 231                                                     | 67                                                      | 58                                                      |
| 1982                                                    | 213                                                     | 53                                                      | 24                                                      |
| 1983                                                    | 262                                                     | 57                                                      | 24                                                      |
| 1984                                                    | 194                                                     | 59                                                      | 33                                                      |
| 1985                                                    | 214                                                     | 45                                                      | 41                                                      |
| 1986                                                    | 172                                                     | 42                                                      | 26                                                      |
| 1987                                                    | 161                                                     | 58                                                      | 20                                                      |
| 1988                                                    | 176                                                     | 49                                                      | 33                                                      |
| 1989                                                    | 159                                                     | 32                                                      | 35                                                      |
| 1990                                                    | 109                                                     | 30                                                      | 35                                                      |
| 1991                                                    | 134                                                     | 32                                                      | 25                                                      |
| 1992                                                    | 147                                                     | 39                                                      | 20                                                      |
| 1993                                                    | 123                                                     | 30                                                      | 27                                                      |
| 1994                                                    | 120                                                     | 17                                                      | 27                                                      |
| 1995                                                    | 107                                                     | 30                                                      | 18                                                      |
| 1996                                                    | 119                                                     | 15                                                      | 19                                                      |
| 1997                                                    | 141                                                     | 27                                                      | 18                                                      |
| 1998                                                    | 111                                                     | 26                                                      | 17                                                      |
| 1999                                                    | 111                                                     | 20                                                      | 25                                                      |
| 2000                                                    | 109                                                     | 38                                                      | 24                                                      |
| 2001                                                    | 86                                                      | 20                                                      | 16                                                      |
| 2002                                                    | 95                                                      | 22                                                      | 15                                                      |
| 2003                                                    | 101                                                     | 20                                                      | 17                                                      |
| 2004                                                    | 92                                                      | 14                                                      | 13                                                      |
| 2005                                                    | 93                                                      | 29                                                      | 9                                                       |
| 2006                                                    | 108                                                     | 30                                                      | 20                                                      |
| 2007                                                    | 94                                                      | 22                                                      | 16                                                      |
| 2008                                                    | -                                                       | -                                                       | -                                                       |
| 2009                                                    | 98                                                      | 30                                                      | 28                                                      |
| 2010                                                    | -                                                       | -                                                       | -                                                       |
| 2011                                                    | -                                                       | -                                                       | -                                                       |
| 2012                                                    | 111                                                     | 29                                                      | 22                                                      |
| 2013                                                    | 106                                                     | 22                                                      | 20                                                      |
| 2014                                                    | 99                                                      | 25                                                      | 14                                                      |
| 2015                                                    | 86                                                      | 15                                                      | 23                                                      |
| 2016                                                    | 86                                                      | 19                                                      | 19                                                      |
| 2017                                                    | 90                                                      | 26                                                      | 11                                                      |
| 2018                                                    | 74                                                      | 23                                                      | 18                                                      |
| 2019                                                    | 70                                                      | 20                                                      | 15                                                      |
| 2020                                                    | 59                                                      | 26                                                      | 8                                                       |
| 2021                                                    | -                                                       | -                                                       | -                                                       |
| 2022                                                    | 69                                                      | 35                                                      | 33                                                      |
| 2023                                                    | 79                                                      | 16                                                      | 13                                                      |
| 2024                                                    | 67                                                      | 17                                                      | 14                                                      |

0,0: Charleroi-Centraal ·
1,0: Marcinelle ·
1,8: La Villette ·
2,5: La Sambre ·
4,1: Marchienne-Zône ·
4,5: Jambe-de-Bois ·
8,0: Landelies ·
11,6: Hourpes ·
14,9: Thuin ·
16,9: Lobbes ·
21,8: Fontaine-Valmont ·
23,7: Labuissière ·
25,7: Solre-sur-Sambre ·
27,6: Erquelinnes-Dorp ·
29,1: Erquelinnes